# Dimorphanthera macbainii
Dimorphanthera macbainii är en ljungväxtart som först beskrevs av Ferdinand von Mueller, och fick sitt nu gällande namn av P. F Stevens. Dimorphanthera macbainii ingår i släktet Dimorphanthera och familjen ljungväxter. Inga underarter finns listade i Catalogue of Life.